# Kanton Arthez-de-Béarn
Kanton Arthez-de-Béarn (francouzsky Canton d'Arthez-de-Béarn) je francouzský kanton v departementu Pyrénées-Atlantiques v regionu Akvitánie. Tvoří ho 21 obcí.

## Obce kantonu
- Argagnon
- Arnos
- Arthez-de-Béarn
- Artix
- Boumourt
- Casteide-Cami
- Casteide-Candau
- Castillon
- Cescau
- Doazon
- Hagetaubin
- Labastide-Cézéracq
- Labastide-Monréjeau
- Labeyrie
- Lacadée
- Lacq (část)
- Mesplède
- Saint-Médard
- Serres-Sainte-Marie
- Urdès
- Viellenave-d'Arthez